# 61.º Prêmio Jabuti
O 61º Prêmio Jabuti foi um evento organizado pela Câmara Brasileira do Livro com o propósito de premiar os melhores livros brasileiros publicados em 2018 em diferentes categorias.
Na edição do ano anterior, foram feitas grandes mudanças no formato das categorias e da premiação. Após diversas críticas, que resultaram inclusive na renúncia do então curador do prêmio Luiz Armando Bagolin, foram feitos alguns ajustes a partir da edição de 2019. Em 11 de abril foi confirmado o editor Pedro Almeida como o novo curador do prêmio e os membros do conselho curador: Mariana Diniz Mendes, Camile Mendrot, Cassius Medauar e Marcos Marcionilo. O principal motivo das críticas fora a junção das categorias "Infantil" e "Juvenil", que voltaram a ser duas categorias independentes. Além disso, livros-reportagem passaram a ser incluídos na categoria "Biografia, Documentário e Reportagem" (uma ampliação de escopo da categoria "Biografia") ao invés da categoria "Humanidades", muito mais ampla. A categoria "Tradução" também foi alterada do Eixo Ensaios para o Eixo Livro, deixando de ser uma das categorias elegíveis para o Livro do Ano. Por fim, a categoria "Formação de Novos Leitores" passou a ser chamada "Fomento à Leitura".
As inscrições para o Prêmio Jabuti foram realizadas pela internet, através do site da CBL, de 16 de maio a 28 de junho de 2019. Os valores de inscrição foram: R$ 285 (para associados da CBL), R$ 327 (autores independentes), R$ 370 (associados de entidades congêneres) e R$ 430 (não associados). Foram contabilizadas 2.103 inscrições, um aumento em relação às 1.963 do ano anterior. Em 3 de outubro foram divulgados os dez finalistas da primeira fase de cada categoria, selecionados pelo corpo de jurados (cada categoria contou com três jurados, indicados a partir de consulta pública realizada pela internet e validados pelo conselho curador, não podendo ter vínculo exclusivo com editora, autor, obra ou iniciativa inscrita em qualquer categoria do Prêmio Jabuti ou ter qualquer parentesco com pessoas que se candidataram ao prêmio). Em 31 de outubro foram divulgados os cinco finalistas da segunda fase.
A cerimônia de premiação do 61º Prêmio Jabuti foi realizada em 28 de novembro no Auditório Ibirapuera. Os primeiros colocados de cada categoria receberam troféu e R$ 5 mil. O vencedor do Livro do Ano (o livro com maior pontuação considerando todas as categorias dos Eixos Literatura e Ensaios) recebeu um troféu especial e R$ 100 mil.

## Personalidade Literária do Ano
Em 16 de maio, a CBL anunciou que a escritora Conceição Evaristo seria homenageada como Personalidade Literária do Ano durante a cerimônia de premiação. A escritora, que já havia ganho o prêmio em 2015, com o terceiro lugar na categoria "Conto" por seu livro Olhos d’água, foi escolhida entre três nomes (os outros concorrentes não foram divulgados) especialmente por sua literatura ser marcada por reflexões sobre questões de raça, gênero e classe.

## Prêmios
Os premiados foram:

### Livro do Ano
| Vencedor |
| --- |
| Uma História da Desigualdade: a Concentração de Renda Entre os Ricos no Brasil 1926 - 2013 Pedro H. G. Ferreira de Souza / Hucitec Editora |

### Eixo Literatura
| Categoria               | Vencedor                                                                                          | Finalistas (2ª fase) | Finalistas (1ª fase) |
| ----------------------- | ------------------------------------------------------------------------------------------------- | --- | --- |
| Conto                   | Um Beijo por Mês Vilma Arêas / editora Luna Parque                                                | - Alguns Humanos (Gustavo Pacheco / editora Tinta-da-China Brasil) - O Sol na Cabeça (Geovani Martins / editora Companhia das Letras) - Reserva Natural (Rodrigo Lacerda / editora Companhia das Letras) - Sebastopol (Emilio Fraia / editora Alfaguara/Companhia das Letras)           | - Bagageiro (Marcelino Freire / editora José Olympio) - Das Pequenas Corrupções Cotidianas que nos Levam à Barbárie e Outros Contos (Rodrigo Novaes de Almeida / editora Patuá) - Kafkianas (Elvira Vigna / editora Todavia) - Nequice Lapso na Função Supressora (Camila Passatuto / editora Penalux) - Os Animais Domésticos e Outras Receitas (Luana Cnhaiderman / editora Perspectiva)                            |
| Crônica                 | Pós-F: Para Além do Masculino e do Feminino Fernanda Young / editora LeYa                         | - A Arte de Querer Bem (Ruy Castro / editora Estação Brasil) - Perambule (Fabrício Corsaletti / Editora 34) - Refúgio no Sábado (Míriam Leitão / editora Intrínseca) - Velhos São os Outros (Andréa Pachá / editora Intrínseca)                                                         | - A Invenção dos Subúrbios (Daniel Francoy / Edições Jabuticaba) - A Rua do Tempo: uma Escrita Fora do Mapa (Eduardo Carvalho / editora Jaguatirica) - A Vida pela Bola (Luiz Guilherme Piva / editora Iluminuras) - O Que Eu Tô Fazendo da Minha Vida? (Daniel Bovolento / editora Planeta) - Onde se Amarra a Terra Vermelha (Marco Aurélio Cremasco / Nave Editora)                                                |
| Histórias em Quadrinhos | Graphic MSP - Jeremias: Pele Rafael Calça e Jefferson Costa / editoras Panini e Mauricio de Sousa | - Ânsia Eterna (Verônica Berta / SESI-SP Editora) - Bendita Cura: Volume 1 (Mário César / editora EntreQuadros) - O Idiota: o Clássico de Fiódor Dostoiévski em Quadrinhos (André Diniz / editora Quadrinhos na Cia/Companhia das Letras) - Raul (Alexandre de Maio / editora Elefante) | - Cangaço Overdrive (Zé Wellington e Walter Geovani / editora Draco) - Eles Estão por Aí (Bianca Pinheiro e Greg Stella / editora Todavia) - Quem Matou o Caixeta? (Rainer Petter / editora Avec) - Saudade (Melissa Garabeli e Phellip William / independente) - Todos os Santos (Marcello Quintanilha / editora Veneta)                                                                                             |
| Infantil                | A Avó Amarela Júlia Medeiros e Elisa Carareto / ÔZé Editora                                       | - Casa de Passarinho (Ana Rosa Costa e Odilon Moraes / editora Positivo) - Donana e Titonho (Ninfa Parreiras / editora Paulinas) - Enreduana (Roger Mello / editora Companhia das Letrinhas/Companhia das Letras) - Olavo (Odilon Moraes / Jujuba Editora)                              | - Chão de Peixes (Lúcia Hiratsuka / editora Pequena Zahar) - Minha Família Enauenê (Maria Rita Valadão Carelli / editora FTD Educação) - O Galo Gago (Antonio Carlos Secchin / editora Rocco) - Papo Reto e Papo Curvo (João Luiz Guimarães e Rosinha Bezerra / Editora do Brasil) - Segredos de uma Vida no Museu (Ana Rapha Nunes / editora InVerso)                                                                |
| Juvenil                 | Histórias Guardadas pelo Rio Lúcia Hiratsuka / Edições SM                                         | - 80 Degraus (Luís Dill / Palavras Projetos Editoriais) - A Grande Assembleia dos Bichos Pestilentos e Peçonhentos (Ivan Jaf / Trioleca Casa Editorial) - Clarice (Roger Mello / Global Editora) - O Cão e o Curumin (Cristino Wapichana / editora Melhoramentos)                       | - A Coisa Brutamontes (Renata Penzani / Companhia Editora de Pernambuco) - Antonino Peregrino (Osvaldo Costa Martins / independente) - As Novas Aventuras de Guaracy (Paulo Virgilio D'Auria / independente) - Horas Mortas (Antônio Schimeneck / editora Ama Livros) - O Dia em que a minha Vida Mudou Por Causa de um Pneu Furado em Santa Rita do Passa Quatro (Keka Reis / editora Seguinte/Companhia das Letras) |
| Poesia                  | Nuvens Hilda Machado / Editora 34                                                                 | - Carvão : : Capim (Guilherme Gontijo Flores / Editora 34) - Fundo Falso (Mônica de Aquino / Relicário Edições) - Lua na Jaula (Ledusha Spinardi / editora Todavia) - Nenhum Mistério (Paulo Henriques Britto / editora Companhia das Letras)                                           | - Aquenda: o Amor Às Vezes é Isso (Luna Vitrolira / editora Livre) - Enclave (Marcelo Labes / editora Patuá) - Graphophobia (Glauco Mattoso / editora Patuá) - Os Postais Catastróficos (Ismar Tirelli Neto / editora 7Letras) - Um Corpo Negro (Lubi Prates / editora nosotros, editorial) |
| Romance                 | O Pai da Menina Morta Tiago Ferro / editora Todavia                                               | - A Tirania do Amor (Cristovão Tezza / editora Todavia) - Cloro (Alexandre Vidal Porto / editora Companhia das Letras) - Enterre seus Mortos (Ana Paula Maia / editora Companhia das Letras) - Nunca Houve um Castelo (Martha Batalha / editora Companhia das Letras)                   | - A Biblioteca Elementar (Alberto Mussa / editora Record) - Entre as Mãos (Juliana Leite / editora Record) - Eufrates (André de Leones / editora José Olympio) - Manual da Demissão (Julia Wähmann / editora Record) - Mauricéa (Adrienne Myrtes / Editora Selo Demônio Negro) |

### Eixo Ensaios
| Categoria                            | Vencedor | Finalistas (2ª fase) | Finalistas (1ª fase) |
| ------------------------------------ | --- | --- | --- |
| Artes                                | Arte Popular Brasileira: Olhares Contemporâneos Vilma Eid e Germana Monte-Mór (orgs.) / editora WMF Martins Fontes e Instituto do Imaginário do Povo Brasileiro | - A Fotografia Como Escrita Pessoal: Alair Gomes e a Melancolia do Corpo - Outro (Alexandre Santos / Editora da UFRGS) - Histórias Afro-atlânticas: [vol. 1] Catálogo (Adriano Pedrosa, Lilia Moritz Schwarcz, Tomás Toledo, Ayrson Heráclito e Hélio Menezes / MASP e Instituto Tomie Ohtake) - Nova História do Cinema Brasileiro, Volumes 1 e 2 (Fernão Pessoa Ramos e Sheila Schvarzman / Edições Sesc São Paulo) - Patrimônio Colonial Latino-americano: Urbanismo, Arquitetura, Arte Sacra (Percival Tirapeli / Edições Sesc São Paulo) | - Coleção Fundação Edson Queiroz (Aracy A. Amaral e Regina Teixeira de Barros / Edições Pinakotheke) - Cultura Visual: Imagens na Modernidade (Erika Zerwes e Iara Lis Schiavinatto / Cortez Editora) - Espaço em Obra: Cidade, Arte, Arquitetura (Guilherme Wisnik e Julio Mariutti / Edições Sesc São Paulo) - Projetos Culturais e de Ensino das Artes Visuais em Diferentes Contextos (Leonardo Mèrcher / editora InterSaberes) - TPN - Teatro Popular do Nordeste: o Palco e o Mundo de Hermilo Borba Filho (Luís Reis / Cepe Editora)                                                                                              |
| Biografia, Documentário e Reportagem | Jorge Amado: uma Biografia Joselia Aguiar / editora Todavia | - A Guerra: a Ascensão do PCC e o Mundo do Crime no Brasil (Bruno Paes Manso e Camila Nunes Dias / editora Todavia) - Carolina: uma Biografia (Tom Farias / editora Malê) - O Livro de Jô: uma Autobiografia Desautorizada - Volume 2 (Jô Soares e Matinas Suzuki Jr. / editora Companhia das Letras) - O Tiradentes: uma Biografia de Joaquim José da Silva Xavier (Lucas Figueiredo / editora Companhia das Letras) | - À Sombra dos Viadutos em Flor (Cadão Volpato / SESI-SP Editora) - Borboletas e Lobisomens (Hugo Studart / Francisco Alves Editora) - Paletó e Eu: Memórias de meu Pai Indígena (Aparecida Vilaça / editora Todavia) - Povo Xambá Resiste: 80 Anos da Repressão aos Terreiros em Pernambuco (Marileide Alves / Cepe Editora) - Wander Piroli: uma Manada de Búfalos Dentro do Peito (Fabrício Marques / Conceito Editorial) |
| Ciências                             | A Caminho de Marte: a Incrível Jornada de um Cientista Brasileiro até a NASA Ivair Gontijo / editora Sextante                                                   | - Ciência e Pseudociência: Por Que Acreditamos Apenas Naquilo em Que Queremos Acreditar (Ronaldo Pilati / editora Contexto) - Ciência para Educação: uma Ponte Entre Dois Mundos (Augusto Buchweitz, Mailce Borges Mota e Roberto Lent / editora Atheneu) - Hipnotizados: o que os Nossos Filhos Fazem na Internet e o que a Internet Faz Com Eles (Brenda Fucuta / editora Objetiva/Companhia das Letras) - Inteligência Artificial Aplicada: uma Abordagem Introdutória (Luciano Frontino de Medeiros / editora InterSaberes)               | - Geofísica: uma Breve Introdução (Fernando Brenha Ribeiro e Eder Cassola Molina / Edusp) - Plasticidade Cerebral e Aprendizagem: Abordagem Multidisciplinar (Newra Tellechea Rotta, Cesar Augusto Nunes Bridi Filho e Fabiane Romano de Souza Bridi / editora Artmed) - Remanescentes da Mata Atlântica: a Floresta Original e suas Grandes Árvores (Ricardo Cardim / editora Olhares) - Transexualidade: o Corpo entre o Sujeito e a Ciência (Marco Antonio Coutinho Jorge e Natália Pereira Travassos / editora Zahar) - Zoogeografia do Brasil: a Fauna, a Paisagem e as Organizações Espaciais (Roberto Marques Neto / editora CRV) |
| Economia Criativa                    | 101 Dias com Ações Mais Sustentáveis para Mudar o Mundo Marcus Nakagawa / editora Labrador                                                                      | - Mude ou Morra: Tudo que Você Precisa Saber para Fazer Crescer seu Negócio e sua Carreira na Nova Economia (Renato Mendes e Roni Cunha Bueno / editora Planeta) - Porque Criei a Gastronomia Periférica (Edson Leite / editora Inova) - Uma Vida Sem Lixo: Guia para Reduzir o Desperdício na sua Casa e Simplificar a Vida (Cristal Muniz / editora Alaúde) - Viva o Fim: Almanaque de um Novo Mundo (André Carvalhal / editora Paralela/Companhia das Letras)                                                                              | - (Re)pensando a Economia Criativa: Desenvolturas Empreendedoras no Brasil e em Portugal (Israel Jorge / Sebrae) - Empreendedorismo Social e Inovação Social no Contexto Brasileiro (James Marins, Mari Regina Anastacio e Paulo R. A. Cruz Filho / editora Pucpress) - LYdereZ (Pedro Salomão / editora Best Business) - Sociedade.com: Como as Tecnologias Digitais Afetam quem Somos e Como Vivemos (Abel Reis / Arquipélago Editorial) - Você, Eu e os Robôs: Pequeno Manual do Mundo Digital (Martha Gabriel / editora GEN/Atlas)                                                                                                   |
| Humanidades                          | Uma História da Desigualdade: a Concentração de Renda Entre os Ricos no Brasil 1926 - 2013 Pedro H. G. Ferreira de Souza / Hucitec Editora                      | - Dicionário da Escravidão e Liberdade: 50 Textos Críticos (Lilia Moritz Schwarcz e Flávio Gomes (orgs.) / editora Companhia das Letras) - Presidencialismo de Coalizão: Raízes e Evolução do Modelo Político Brasileiro (Sérgio Abranches / editora Companhia das Letras) - Ser Republicano no Brasil Colônia: a História de uma Tradição Esquecida (Heloisa M. Starling / editora Companhia das Letras) - Valsa Brasileira: do Boom ao Caos Econômico (Laura Carvalho / editora Todavia)                                                    | - Direitos Territoriais Indígenas: uma Interpretação Intercultural (Julio José Araujo Junior / editora Processo) - História, Dialética e Diálogo com as Ciências: a Gênese de Formação do Brasil Contemporâneo, de Caio Prado Jr. (1933-1942) (Paulo Teixeira Lumatti / editora Intermeios) - Maquinação do Mundo: Drummond e a Mineração (José Miguel Wisnik / editora Companhia das Letras) - O Lulismo em Crise : um Quebra-cabeça do Período Dilma (2011-2016) (André Singer / editora Companhia das Letras) - Sonhos da Periferia: Inteligência Argentina e Mecenato Privado (Sergio Miceli / editora Todavia)                      |

### Eixo Livro
| Categoria       | Vencedor                                                                                 | Finalistas (2ª fase) | Finalistas (1ª fase) |
| --------------- | ---------------------------------------------------------------------------------------- | --- | --- |
| Capa            | Revela-te, Chico: uma Fotobiografia Augusto Lins Soares / Bem-te-vi Produções Literárias | - James Joyce: um Retrato do Artista Quando Jovem e Epifanias (Diogo Droschi / editora Autêntica) - Letizia Battaglia: Palermo (Luciana Facchini / IMS) - O Galo de Ouro (Leonardo Iaccarino / editora José Olympio) - Sapientia: uma Arqueologia de Saberes Esquecidos (Tereza Bettinardi / Edições Sesc São Paulo)                                        | - Meu Nome não é Pixote: o Jovem Transgressor no Cinema Brasileiro (Luciana Facchini / Edições Sesc São Paulo) - O Quarto de Giovanni (Daniel Trench / editora Companhia das Letras) - Omar (Paulo Schmidt / independente) - Também os Brancos Sabem Dançar: um Romance Musical (Pedro Inoue / editora Todavia) - Um Cara Qualquer (Francisco Martins / Primavera Editorial) |
| Ilustração      | Chão de Peixes Lúcia Hiratsuka / editora Pequena Zahar                                   | - Enreduana (Mariana Massarani / editora Companhia das Letrinhas/Companhia das Letras) - Nem Filho Educa Pai (Odilon Moraes / SESI-SP Editora) - Se eu Abrir Esta Porta Agora... (Alexandre Rampazo / SESI-SP Editora) - Se os Tubarões Fossem Homens (Nelson Cruz / Edições Olho de Vidro)                                                                 | - Beija-flores do Brasil (Eduardo Parentoni Brettas / editora Marte) - Dois Meninos de Kakuma (Marie Ange Bordas / editora Pulo do Gato) - Donana e Titonho (André Neves / editora Paulinas) - Manu e Mila (André Neves / editora Brinque-Book) - Olavo (Odilon Moraes / Jujuba Editora) |
| Impressão       | Roberto Landell de Moura, o Precursor do Rádio Rodrigo Moura Visoni / editora Tamanduá   | - Bill Viola (Adelcio Alberto Canolla / Edições Sesc São Paulo) - Clementina Duarte 50 Anos de Arte e Design (Julio Gonçalves / Cepe Editora) - Fernanda Montenegro: Itinerário Fotobiográfico (Ipsis Gráfica e Editora / Edições Sesc São Paulo) - Francisco João de Azevedo e a Invenção da Máquina de Escrever (Rodrigo Moura Visoni / editora Tamanduá) | - 70 Anos da Gráfica da UFRGS (entre Memórias e Artes da Impressão) (Helena Araújo Rodrigues Kanaan, Michele Bandeira e Thaís Aragão / Editora da UFRGS) - A Técnica do Livro Segundo São Jerônimo (Gustavo Marinho de Carvalho / Imprensa Oficial e Editora UNESP) - Bel Lobo e Bob Neri: Vida É Obra (Ipsis Gráfica / editora Bazar do Tempo) - Iole de Freitas : Corpo / Espaço : Body / Space (Ipsis Gráfica e Editora / editora Cobogó) - Um Livro pra Gente Morar (Gráfica e Editora Posigraf / editora Positivo) |
| Projeto Gráfico | Clarice Felipe Cavalcante / Global Editora                                               | - Claudia Andujar: a Luta Yanomami (Elisa von Randow e Julia Massagão / IMS) - Cordão (Luciana Calheiros / editora Zoludesign) - Histórias Afro-atlânticas: [Vol. 1] Catálogo (Raul Loureiro / MASP e Instituto Tomie Ohtake) - Teatro da Vertigem (Luciana Facchini / editora Cobogó)                                                                      | - Almanaque Brasilidades: um Inventário do Brasil Popular (Lauro Machado / editora Bazar do Tempo) - Beatriz Milhazes: Colagens (Flávia Castanheira / editora Cobogó) - Caminhos e Legados: o Sucesso dos Irmãos Nishimura na Construção de uma Empresa Familiar Exemplar (Roberto Spinoso Prado / editora Vila Poente) - O Brasil na Rota da China (Victor Burton / editora Artepadilla) - Revela-te, Chico: uma Fotobiografia (Augusto Lins Soares / Bem-te-vi Produções Literárias)                                  |
| Tradução        | Sobre Isto Letícia Mei / Editora 34                                                      | - Almas Mortas (Rubens Figueiredo / Editora 34) - Lições de Ética (Bruno Leonardo Cunha e Charles Feldhaus / Editora da Unesp) - Morrer Sozinho em Berlim (Claudia Abeling / editora Estação Liberdade) - O Conto dos Contos: Pentameron ou o Entretenimento dos Pequeninos (Francisco Degani / editora Nova Alexandria)                                    | - Enéadas: Quinta Enéada (José R. Seabra Filho e Juvino A. Maia Junior / Edições Nova Acrópole) - Júlio César (José Francisco Botelho / editora Penguin/Companhia das Letras) - Só para Maiores de Cem Anos: Antologia (Anti)poética (Cide Piquet e Joana Barossi / Editora 34) - Sobre a Arte Poética (Antônio Campos e Antônio Mattoso / Autêntica Editora) - Tiestes (José Eduardo dos Santos Lohner / UFPR) |

### Eixo Inovação
| Categoria                              | Vencedor                                                                 | Finalistas (2ª fase) | Finalistas (1ª fase) |
| -------------------------------------- | ------------------------------------------------------------------------ | --- | --- |
| Fomento à Leitura                      | Leia para uma Criança Dianne Cristine Rodrigues Melo / Itaú Social       | - Caixa de Cultura (Rosana Firmino de Araújo Gutierrez / Serviço Social da Indústria - SESI-SP) - Pegaí Leitura Grátis (Idomar Augusto Cerutti / Instituto Pegai Leitura Grátis) - Projeto BiblioSesc (Sesc São Paulo / Edições Sesc SP) - Rede LiteraSampa (Mara Esteves Costa) | - 3º Semana Senac de Leitura (Serviço Nacional de Aprendizagem Comercial - Senac) - Domínio ao Público (Ricardo Giassetti / Instituto Mojo) - Ler Antes de Morrer (Canal no YouTube) (Isabella Lubrano) - Poesia Contra a Violência (Sérgio Vaz / Pensamentos Vadios) - Sarau do Binho e suas Ações de Incentivo à Leitura (Suzi de Aguiar Soares) |
| Livro Brasileiro Publicado no Exterior | A Resistência Julián Fuks / editoras Companhia das Letras e Charco Press | - Brasil: uma Biografia (Lilia Moritz Schwarcz e Heloisa Murgel Starling / editoras Companhia das Letras e Penguin Random House UK/Allen Lane) - Meia-noite e Vinte (Daniel Galera / editoras Companhia das Letras e Suhrkamp Verlag) - Meu Pé de Laranja Lima (José Mauro de Vasconcelos / editoras Melhoramentos e Pushkin Press) - Simpatia pelo Demônio (Bernardo Carvalho / editoras Companhia das Letras e Éditions Métailié) | - A Verdade Vencerá (Luiz Inácio Lula da Silva / editoras Boitempo Editorial e El Viejo Topo) - Gente de Cor, Cor de Gente (Mauricio Negro / editoras FTD e Little Island Books Limited) - Terapia Financeira: Realize seus Sonhos com Educação Financeira (Reinaldo Domingos / editoras DSOP e Porto Editora)                                     |